# Olympische Jugend-Sommerspiele 2018/Teilnehmer (Vereinigte Arabische Emirate)
| Gelbes Symbol für Goldmedaillen mit stilisierten Olympischen Ringen | Graues Symbol für Silbermedaillen mit stilisierten Olympischen Ringen | Braundes Symbol für Bronzemedaillen mit stilisierten Olympischen Ringen |
| ------------------------------------------------------------------- | --------------------------------------------------------------------- | ----------------------------------------------------------------------- |
| —                                                                   | 1                                                                     | —                                                                       |

Die Jugend-Olympiamannschaft der Vereinigten Arabischen Emirate für die III. Olympischen Jugend-Sommerspiele vom 6. bis 18. Oktober 2018 in Buenos Aires (Argentinien) bestand aus sieben Athleten.

## Athleten nach Sportarten

### Gewichtheben
| Mädchen - Mai Almadani Superschwergewicht: 10. Platz | Jungen - Sheikh Mohammed Alqasimi Mittelgewicht: 8. Platz |

### Golf
| Mädchen - Reema Al-Heloo Einzel: 32. Platz Mixed: 31. Platz | Jungen - Mohamed Al-Hajeri Einzel: 30. Platz Mixed: 31. Platz |

### Karate
Mädchen
- Sarah Alameri
Kumite bis 59 kg: 5. Platz

### Reiten
- Omar Almarzooqi
Springen Einzel: Silber 
Springen Mannschaft: 4. Platz (im Team Australasien)

### Schießen
Mädchen
- Latifa Almaazmi
Luftgewehr 10 m: 19. Platz
Mixed: 20. Platz (mit Shahu Mane  Indien)